# Steffen Warias
Steffen Warias (* 1. Januar 1985 in Tübingen) ist ein deutscher Paracycler in der Klasse C3.

## Sportliche Laufbahn
Steffen Warias hat von Geburt an Klumpfüße. Diese Fußfehlstellung wurde bei ihm Kindesalter operativ behandelt, jedoch ist seine Unterschenkelmuskulatur nur gering ausgeprägt, das rechte Sprunggelenk ist komplett steif und die Bewegung im linken eingeschränkt.
2003 begann Warias, Radsport zu betreiben, zunächst als Hobby. In den folgenden Jahren bestritt er C-Amateur-Radrennen und nahm an Radmarathons und -touristikfahrten teil. 2009 bestritt er seine ersten Paracyclingrennen, und im selben Jahr erfolgte die Berufung in die deutsche Nationalmannschaft.
2010 wurde Steffen Warias im kanadischen Baie-Comeau Weltmeister im Straßenrennen, drei Jahre später konnte er diesen Erfolg, ebenfalls in Baie-Comeau, wiederholen. 2012 startete er bei den Sommer-Paralympics in London und errang die Silbermedaille im Straßenrennen. 2014 wurde er Vize-Weltmeister im Straßenrennen und 2015 im Einzelzeitfahren. 2015 entschied er zudem den Gesamt-Weltcup für sich. 2016 wurde er in Köln zum vierten Mal deutscher Meister. Im selben Jahr wurde er für die Sommer-Paralympics 2016 nominiert, bei denen er im Straßenrennen in der Klasse C1-3 die Goldmedaille gewann. Bei den UCI-Paracycling-Straßenweltmeisterschaften 2017 im südafrikanischen Pietermaritzburg errang er die Silbermedaille im Straßenrennen, 2019 wurde er erneut Weltmeister.
2021 wurde Steffen Warias für die Teilnahme an den Sommer-Paralympics 2020 in Tokio nominiert, wo er im Zeitfahren Silber gewann.
2022 konnte Warias bei der Weltmeisterschaft im kanadischen Baie-Comeau im Straßenrennen die Silbermedaille erringen.

## Ehrungen
Für seine Erfolge bei Paralympischen Spielen wurde Steffen Warias sowohl 2012 wie auch 2016 mit dem Silbernes Lorbeerblatt ausgezeichnet.
Im Dezember 2016 wurde er als Badischer Behindertensportler des Jahres geehrt.
2021 wurde Steffen Warias mit einem Bayerischen Sportpreis ausgezeichnet.

## Berufliches
Warias ist von Beruf Chemiker. Er lebt und arbeitet in der Schweiz und startet dort für den Veloclub Allschwil. (Stand 2016)